# Lepidoziaceae
Die Lepidoziaceae sind eine Lebermoos-Familie der Ordnung Lepidoziales.

## Beschreibung
Die Lepidoziaceae gehören zur Gruppe der beblätterten Lebermoose. Es handelt sich um eine etwas heterogene Familie. Die niederliegenden bis aufrechten Sprosse sind scheinbar gabelig verzweigt oder einfach bis mehrfach gefiedert. Flagellenförmige Zweige sind häufig. Die Blätter sind schräg bis fast quer angewachsenen, meist oberschlächtig und an ihrer Spitze 2- bis 4-zähnig oder gelappt. Unterblätter sind oft vorhanden, selten sind sie rudimentär oder sie fehlen. Die Arten sind diözisch oder autözisch. Das Perianth ragt weit aus den Hüllblättern hervor, ist eiförmig bis spindelförmig und oben dreikantig mit verengter Mündung. Die Sporenkapsel auf der langen Seta ist eiförmig bis eiförmig-zylindrisch und öffnet sich mit 4 Klappen.

## Systematik
Die Familie umfasst weltweit 7 Unterfamilien mit 29 Gattungen und zirka 440 Arten:
- Unterfamilie Lepidozioideae
  - Kurzia
  - Lepidozia
  - Psiloclada
  - Sprucella
  - Telaranea
- Unterfamilie Drucelloideae
  - Drucella
- Unterfamilie Bazzanioideae
  - Acromastigum
  - Bazzania
  - Dendrobazzania
  - Mastigopelma
- Unterfamilie Lembidioideae
  - Chloranthelia
  - Hygrolembidium
  - Isolembidium
  - Lembidium
- Unterfamilie Megalembidioideae
  - Megalembidium
- Unterfamilie Zoopsidoideae
  - Amazoopsis
  - Arachniopsis
  - Hyalolepidozia
  - Meinungeria
  - Monodactylopsis
  - Odontoseries
  - Paracromastigum
  - Pseudocephalozia
  - Pteropsiella
  - Zoopsidella
  - Zoopsis
- Unterfamilie Micropterygioideae
  - Micropterygium
  - Mytilopsis
- Unterfamilie Protocephalozioideae
  - Protocephalozia

In Europa sind die folgenden 4 Gattungen vertreten:
- Bazzania
- Kurzia
- Lepidozia
- Telaranea